# محمد البدر (لاعب كرة قدم)
محمد سعد البدر (مواليد 2 فبراير 1997) هو لاعب كرة قدم قطري يلعب حالياً مع نادي معيذر كلاعب وسط .

## مسيرة اللاعب
لعب في النادي العربي ونادي الشمال ونادي مسيمير ونادي معيذر.

## روابط خارجية
- محمد البدر (لاعب كرة قدم قطري) على موقع قاعدة بيانات كرة القدم.إي يو (الإنجليزية)
- محمد البدر (لاعب كرة قدم قطري) على موقع Soccerway.com (الإنجليزية)